# Grunewald (Agathaberg)
Grunewald ist eine Ortschaft im Ortsteil Agathaberg der Stadt Wipperfürth im Oberbergischen Kreis im Regierungsbezirk Köln in Nordrhein-Westfalen (Deutschland). Neben diesem Grunewald gibt es in Wipperfürth auch noch die gleichnamigen Ortschaften Grunewald im Ortsteil Hämmern und Grunewald im Ortsteil Wipperfeld.

## Lage und Beschreibung
Grunewald (Agathaberg) liegt im Süden des Stadtgebietes von Wipperfürth an der Grenze zu Lindlar. Nachbarortschaften sind Hermesberg, Grünenberg, Schlade und Abshof.
Politisch wird die Ortschaft durch den Direktkandidaten des Wahlbezirks 14.1 (141) Agathaberg im Rat der Stadt Wipperfürth vertreten.

## Geschichte
Ab der Preußischen Uraufnahme von 1840 wird die Ortsbezeichnung Grunewald in den topografischen Karten aufgeführt.

## Busverbindungen
Über die im Ort gelegene Haltestelle der Linie 332 (VRS/OVAG) ist eine Anbindung an den öffentlichen Personennahverkehr gegeben.